# Scott (Mondkrater)
Scott ist ein Einschlagkrater auf der Mondvorderseite in der Nähe des Südpols. Bedingt durch diese Lage ist das Innere des erodierten Kraters häufig in Schatten getaucht.
Er liegt südlich des Kraters Demonax und westlich von Amundsen.
| Buchstabe | Position            | Durchmesser         | Link                |
| --------- | ------------------- | ------------------- | ------------------- |
| A         | Umbenannt in Nobile | Umbenannt in Nobile | Umbenannt in Nobile |
| E         | 81,15° S, 35,52° O  | 28 km               |                     |
| M         | 83,81° S, 34,87° O  | 19 km               |                     |

Der Krater wurde 1964 von der IAU nach dem britischen Polarforscher Robert Falcon Scott offiziell benannt.